# Chiesa del Monte dei Morti e della Misericordia
La chiesa del Monte dei Morti e della Misericordia è un luogo di culto cattolico della città di Catanzaro.

## Storia
Nel XV secolo alcuni facoltosi cittadini calabrese fondarono a Catanzaro il Monte della Misericordia, organizzazione destinata alla raccolta fondi da destinare ai defunti, con sede in uno dei locali della Chiesa di Santa Maria del Mezzogiorno, organizzazione che fu rafforzata in seguito grazie ad un lascito di Francesco Susanna e con l'arrivo a Catanzaro, nel 1560, dei gesuiti.
Nel 1630 venne acquistato Palazzo Morano, dove al suo interno venne creato un oratorio dedicato alle Anime del Purgatorio, il quale, inizialmente affidato a don Ignazio Marincola, dal 1885, verrà gestito dai Cappuccini.
All'interno del giardino del palazzo, nel 1715 vennero iniziati i lavori per la costruzione della chiesa, che verra ultimata e consacrata il 25 maggio 1739 dall'allora vescovo di Catanzaro Ottavio Del Pozzo.
Con la bolla del 30 aprile 1892, emanata dal vescovo di Catanzaro Bernardo De Riso, concede ai cappuccini la completa gestione della chiesa.
Il 4 novembre 1924, alla presenza del vescovo di Catanzaro, Giovanni Fiorentini e di rappresentanti del Governo, vennero collocate sulla facciata, ai due lati del portale, due lapidi recanti i 178 nomi dei caduti catanzaresi durante la prima guerra mondiale.

## Descrizione
Nella facciata, il portale del 1728 in stile tardo barocco con arco a tutto sesto, attribuito a maestranze roglianesi (forse N. Ricciulli), è adonato da merletti di pietra ed è sovrastato da una nicchia che ospita una statua della Madonna, sopra la quale si vede un grande finestrone coronato da un teschio entro una conchiglia.

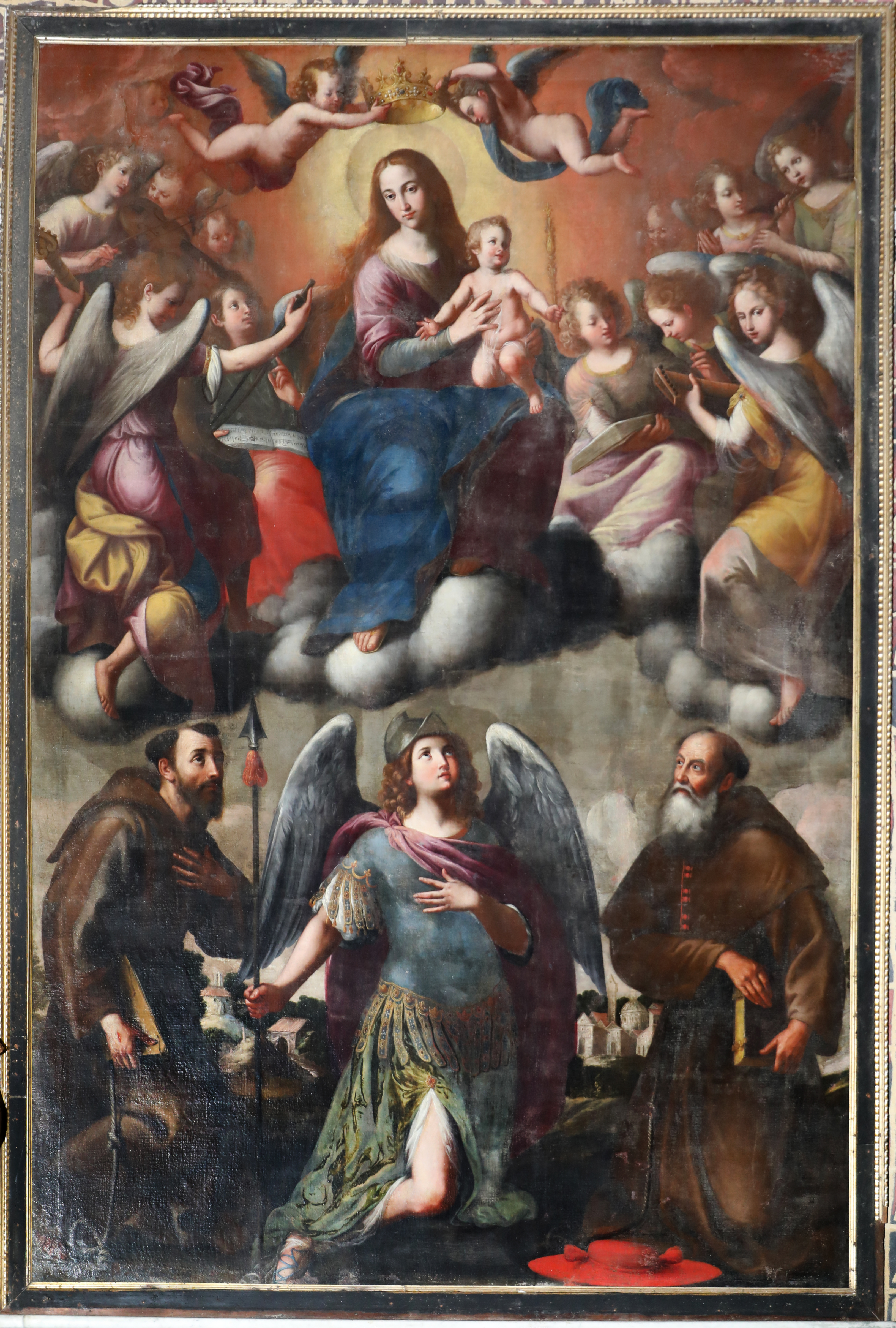
Giovanni del prete, Mdonna col Bambino in gloria e i santi Francesco, Michele e Bonaventura, 1642, dalla chiesa dei Cappuccini

La scalinata fu inizialmente costruita in pietra nel 1740 dal patrizio Emanuele De Riso, che fu demolita dall'Amministrazione della città nel 1892 e ricostruita in ghisa e mattoni. Tra il 1765 e il 1769 la chiesa subì dei lavori di abbellimento, per opera del rettore don Emanuele Grimaldi. Tra gli interventi effettuati vi è la scritta sulla facciata, ad oggi ancora visibile, che recita: «SANCTA MARIA MATER MISERICORDIAE ERGA ANIMAS DEFUNCTORUM».
La chiesa si presenta con una pianta a croce greca, inscritta in un quadrato.
All'interno vi sono quattro cappelle laterali, due delle quali formano il transetto. In origine, tali cappelle erano dedicate all'Immacolata Concezione, san Filippo Neri, san Francesco d’Assisi e sant'Antonio di Padova.
La cupola, priva di tamburo, è eretta nel 1769, è decorata all'interno da un quadro raffigurante san Filippo Neri con gli evangelisti, opera di Giovanni Spadea del 1796.
Nel presbiterio, l'altare è dedicato alle Anime del Purgatorio, ed è sormontato da un fastigio contenente un dipinto sulla Santissima Trinità con la Madonna e le anime purganti.
Tra le altre opere d'arte presenti, si ricordano paramenti sacri e tessuti si origine catanzarese, damaschi del XVIII secolo, e una pala d'altare raffigurante la Madonna degli Angeli tra san Bonaventura, san Francesco d’Assisi e san Michele, opera di Giovanni del Prete del 1642.